# Olympiodore l'Alchimiste
Pour les articles homonymes, voir Olympiodore.
Olympiodore l'Alchimiste ou Olympiodorus d'Alexandrie l'Alchimiste est un alchimiste alexandrin chrétien (fin du IVe siècle selon J. Letrouit ; milieu du VIe siècle selon D. Bain).

## Biographie
Ses dates sont incertaines, elles vont - selon les historiens - du IVe siècle  au VIe siècle.
Fabricius et Marcellin Berthelot ont identifié cet Olympiodore (en grec ancien Ὀλυμπιόδωρος) alchimiste (ποιητής) avec l'Olympiodore historien, Olympiodore de Thèbes. Sans doute à tort. Paul Tannery, André-Jean Festugière, Garth Fowden, Luc Brisson et, avec hésitation Cristina Viano, l'identifient au philosophe néoplatonicien Olympiodore le Jeune (avant 505-après 565, scholarque de l'école néoplatonicienne d'Alexandrie en 541). En revanche, Jean Letrouit le situe à la fin du IVe s., il en fait donc un auteur à part.
Égyptomane, Olympiodore part chercher les inscriptions hiéroglyphiques dans les temples abandonnés sur les bords du Nil et dans les carrières situées à la lisière du désert occidental : pour lui, les inscriptions en question sont pleines de puissance et de sagesse, mais elles sont devenues un mystère impénétrable.

## Alchimie
Olympiodore figure dans la liste canonique (et inexacte) des premiers alchimistes, par exemple dans celle-ci, sur un manuscrit grec : 

« Connais, ô mon ami, le nom des maîtres de l'œuvre : Hermès, Platon, Aristote, Théophraste, Jean l'Archiprêtre dans la Sainte Évagie, Démocrite Bolos de Mendès, Zosime de Panopolis, Olympiodore, Stéphanus le Philosophe [Étienne d'Alexandrie, vers 620], Sophar le Perse, Synésios, Dioscoros le prêtre du grand Sérapis à Alexandrie, Ostanès et Comarios les initiés de l'Égypte, Marie Marie la Juive, Cléopâtre femme du roi Ptolémée, Porphyre, Épibéchios, Pélage, Agathodémon, l'empereur Héraclius, Archelaüs, Petasius, Claudien, le Philosophe anonyme, Ménos le Philosophe, Pauseris, Sergius. Ce sont là les maîtres partout célèbres et œcuméniques, les nouveaux commentateurs de Platon et d'Aristote.
Les pays où l'on accomplit l'œuvre divine sont l'Égypte, la Thrace (Constantinople), Alexandrie, Chypre, et le temple de Memphis. »

Olympiodore signale l'importance de l'alchimie en Égypte :

« Tout le royaume d'Égypte s'est maintenu par cet art. Il n'était permis qu'aux prêtres de s'y livrer. La physique psammurgique [relative au travail mécanique de la réduction des roches noires contenant le quartz blanc aurifère en sables] était l'occupation des rois. Tout prêtre ou savant qui aurait osé propager les écrits des Anciens était mis hors la loi. Il possédait la richesse mais il ne la communiquait pas. C'était une loi chez les Égyptiens de ne rien publier à ce sujet. (...) Sachez maintenant, amis qui cultivez l'art de faire de l'or, qu'il faut préparer les sables suivant les règles de l'art... Les Anciens donnent le nom de sables aux sept métaux, parce qu'ils proviennent de la terre des minerais, et qu'ils sont utiles. »

Marcelin Berthelot donne un résumé d'une recette d’Olympiodore Les alchimistes Grecs : Introduction I. :

« Première teinture teignant le cuivre en blanc. — L’arsenic est une espèce de soufre qui se volatilise au feu. Prenez de l’arsenic doré, 14 onces; porphyrisez, faites tremper dans du vinaigre deux ou trois jours et faites sécher à l’air, mêlez avec 5 onces de sel de Cappadoce ; l’emploi de ce sel a été proposé par Africanus. On place au-dessus du vaisseau qui contient le mélange une fiole ou vase de verre et au-dessus une autre fiole, assujettie de tous côtés, pour que l’arsenic brûlé ne se dissipe pas. Faites brûler à plusieurs reprises, jusqu’à ce qu’il soit devenu blanc: on obtient ainsi de l’alun blanc et compact. Ensuite on fait fondre du cuivre avec de la cendre de chêne de Nicée, puis vous prenez de la fleur de natron, vous en jetez au fond du creuset 2 ou 3 parties pour ramollir. Ensuite vous projetez la poudre sèche (arsenic) avec une cuiller de fer, 1 once pour 2 onces de cuivre; puis vous ajoutez dans le creuset un peu d’argent, pour rendre la teinture uniforme; vous projetez encore un peu de sel. Vous aurez ainsi un très bel asèm. »

Un texte, De l'art sacré (De arte sacra), conservé à la Bibliothèque nationale de France, est traduit dans la Collection des alchimistes grecs (1887–1888) de Marcellin Berthelot.
"Les Anciens admettent trois catégories de substances chimiques variables. La première comprend les substances qui se volatilisent promptement, comme le soufre; la seconde, celles qui s'enfuient lentement, comme les matières sulfureuses; la troisième, celles qui ne s'enfuient pas du tout, comme les métaux, les pierres, la terre."

### Fragments
- Œuvres : Marcellin Berthelot et Charles-Émile Ruelle, Catalogue des anciens alchimistes grecs (CAAG), 1887-1889, rééd. Osnabrück 1963, t. II (1888, texte) p. 65-104, t. III (1889, traduction) p. 75-113 Les alchimistes grecs . Traduction à paraître : Les alchimistes grecs, Les Belles Lettres, vol. 5 : Les commentateurs I : Le commentaire d'Olympiodore sur Zosime.
  - Sur l'art sacré  Ferdinand Hoefer,  Histoire de la chimie depuis les temps le plus reculés, - Google Livres
  - Commentaire du 'Sur l'énergie' de Zosime de Panopolis[6],[7]
  - La chimie de Moïse[7]

### Études
(par ordre alphabétique)
- Richard GOULET (dir.), Dictionnaire des philosophes antiques, Paris, C.N.R.S. Éditions, t. IV, 2005, p. 769-771.
- René HALLEUX, Les textes alchimiques, Turnhout (Belgique), Brepols, 1979, p. 62.
- Didier Kahn et Sylvain Matton (dir.), Alchimie. Art, histoire et mythes. Actes du 1er colloque international de la Société d'Étude de l'Histoire de l'Alchimie. Collège de France, 14-15-16 mars 1991, Paris et Milan, Seha-Archè, 1995, VI-848 p.
- P. KINGSLEY, Ancient philosophy, mystery and magic, Oxford, 1995, p. 60-62.
- Olympiodorus by Christian Wildberg, Stanford Encyclopedia of Philosophy
- Cristina VIANO, "Olympiodore l'Alchimiste et les présocratiques : une doxographie de l'unité (De arte sacra, § 18-27)", dans D. Kahn et S. Matton (éd.), Alchimie. Art, histoire et mythes, Paris et Milan, Chrysopoeia, Archè, 1995, p. 95-136.
- Cristina VIANO, apud Denis Huisman (dir.), Dictionnaire des philosophes, PUF, 2e éd. 1993, p. 2157-2159.